# کیا سول

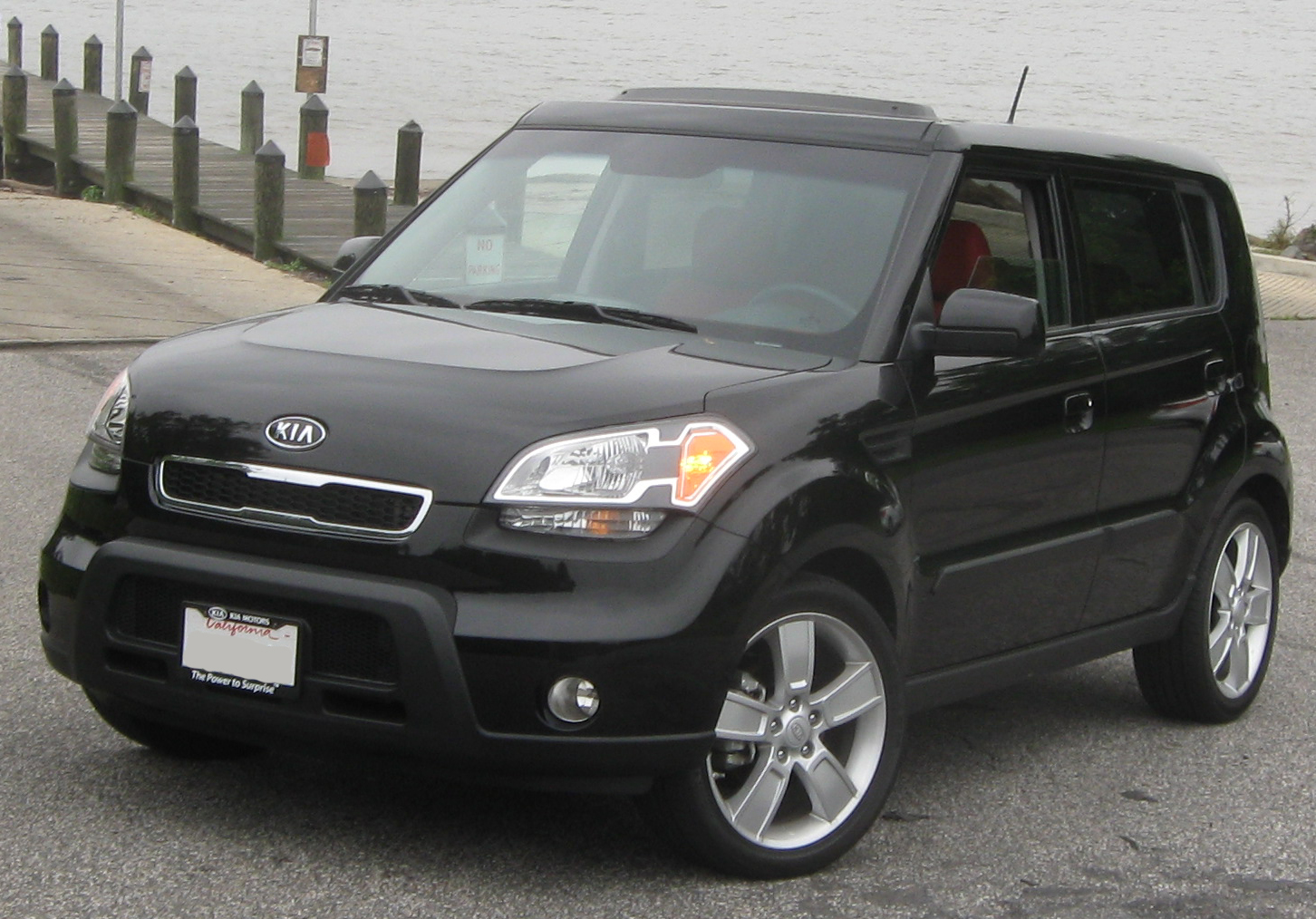

کیا سول (Kia Soul) خودرویی است که از سال ۲۰۰۸ تا کنون در گوانگجو کره جنوبی و جیانگسو چین تولید شده‌است.
این خودرو در کلاس مینی کراس اوور قرار گرفته، طراحی آن خودروهای موتور جلو-محور جلو بوده‌است.

## مدل ۲۰۱۴
کیا سول ۲۰۱۴ از لحاظ طول و عرض، اندکی افزایش یافته، ولی با توجه به کاهشی که در ارتفاع بدنه داشته، افزایش وزن چندانی نداشته‌است. همچنین سختی شاسی، مطابق آنچه که کیا اعلام کرده، ۲۸/۷ درصد افزایش یافته‌است. علاوه بر طراحی بیرونی جدید، از یک موتور جدید در سول ۲۰۱۴ استفاده شده‌است. این موتور مانند نسل قبلی، ۲ لیتر گنجایش دارد، امّا در عین حال، از انژکتور مستقیم به جای پورت استفاده می‌کند. البته تغییری در خروجی موتور ایجاد نشده و همان ۱۶۴ اسب بخار را تولید می‌کند و انژکتور مستقیم، فقط به بهبود گشتاور، کمک کرده‌است؛ جایی که حداکثر گشتاور به جای دور موتور ۴۸۰۰، در دور موتور ۴۰۰۰ دور در دقیقه، در دسترس خواهد بود.
شتاب سول ۲۰۱۴ در رسیدن به سرعت ۱۰۰ کیلومتر بر ساعت در مدت ۸/۱ ثانیه است.
کیا سول ۲۰۱۴ به صورت استاندارد با سیستم گیربکس شش دنده اتوماتیک عرضه شده‌است.